# Révai Lajos
Révai Lajos, 1881-ig Rosenberg (Eperjes, 1844. január 1. – Budapest, 1918. augusztus 16.) jogi doktor, ügyvéd, újságíró, szakíró, lapszerkesztő. Révai Leó könyvkiadó ikertestvére, Révai Sámuel öccse és Révai Mór János nagybátyja.

## Élete
Rosenberg Ezékiel és Glück Rozália fia. Középiskoláit szülővárosában, jogi tanulmányait a pesti egyetemen végezte, ahol jogi doktori oklevelet szerzett. Több évi publicisztikai tevékenység után az ügyvédi pályára lépett Budapesten. Évekig szerkesztette az Ungarische Gerichtshalle című folyóiratot, majd 1885-tól a Jog című szaklap szerkesztője volt Stiller Mór mellett.

## Magánélete
Házastársa Holländer Róza volt, akit 1871. március 12-én Pesten vett nőül.
Gyermekei
- Révay (Révai) Bódog (1872–1951)[5] jogtudományi író, bíró, ügyvéd. Felesége Jellinek Lilla Róza Aglája (1884–).[6]
- Révai Jolán (1876–?). Első férje dr. Csúry Jenő (1868–?),[7] második férje dormándi Dormándy Géza Albert (1882–1946) tábornok volt.[8]

## Munkái
- Strafreform und Gefängniswesen (1874)
- Budapest gyermekei (Budapest, 1874)
- Der ungarische Strafprozess und die Stellung des Vertheidigers in der Untersuchung und Schlussverhandlung (Budapest, 1881)
- Adalékok a szerzői joghoz. A Société de Berlin zárlati perének összes peranyaga. Egy bevezetéssel és az 1866-iki államszerződés eredeti szövegével. (Budapest, 1884)
- Strafreform und Gefängnissvereine (Budapest, 1894)
- Bűnügyi statisztikánk 1895–1898. évben. Budapest, 1899. (Különnyomat a Jogból.)
- Bűnügyi statisztika (1901)
- A magyar színházi jog mai érvényében (1907)